# Oliver Gattringer
Oliver Gattringer (* 16. Juli 1967 in Wiener Neustadt; † 28. September 2022 ebenda) war ein österreichischer Jazzschlagzeuger.
Gattringer hatte neunjährig seinen ersten Liveauftritt und gründete im Alter von zwölf Jahren seine erste eigene Band. Seit 1987 war er als professioneller Schlagzeuger tätig und wurde ein gesuchter Live- und Studiomusiker in Österreich. Er wirkte an mehr als 350 Studioproduktionen mit und arbeitete mit so unterschiedlichen Musikern wie Christian Kolonovits, Rainhard Fendrich, Harri Stojka, Marianne Mendt, Andy Baum, Gloria Gaynor, den Supremes, Chaka Khan, Plácido Domingo, Michael Bolton, Patricia Kaas, Alan Parsons, Sarah Brightman, Patrice Héral, Dorretta Carter und Nina Hagen zusammen. Er spielte mit Count Basic, dem Thomas-Faulhammer-Quartett, der Alex Ehrenreich Group, den Soulmates von Martin Fuss und dem Gerald-Gradwohl-Trio.